# Nicu Russu
Nicu Russu (1934 - 1974) a fost un ilustrator român.
A realizat coperțile a numeroase cărți și a publicat benzi desenate pentru reviste ca Arici Pogonici, Luminița sau Cutezătorii.
S-a sinucis în 1974.
La 15 octombrie - 2 noiembrie 2018, la Institutul Cultural Român de la Tel Aviv a avut loc expoziția de pictură și de grafică Nicu Russu - Arta nemuritoare.

## Lucrări
Benzi desenate de aventuri și/sau SF în Cutezătorii
- Diamantele Negre, scenariu Aurel Weiss[1]
- Megalozoon, scenariu Vasile Manuceanu[1]
- Omul radar, scenariu Horia Aramă[1]
- Dunărea fierbinte, scenariu Ion Aramă[1]
- Acțiunea „V”, scenariu Mihai Stoian[1]